# Igor' Kolyvanov
Igor' Vladimirovič Kolyvanov (in russo Игорь Владимирович Колыванов?; Mosca, 6 marzo 1968) è un allenatore di calcio ed ex calciatore russo, fino al 1991 sovietico, di ruolo attaccante.
È stato l'allenatore della Russia Under-17, con cui ha vinto il campionato europeo di categoria nel 2006. Durante la sua carriera come calciatore ha giocato nella Dinamo Mosca, nel Foggia e nel Bologna, giocando frequentemente anche con la Nazionale russa.

## Carriera

### Giocatore

#### Club
Cresciuto calcisticamente in Russia, dove fu scoperto da Viktor Abayev, già all'età di sedici anni entrò a fare parte delle giovanili dello Spartak Mosca, una delle squadre leader del campionato di calcio russo. Nel 1986 accettò però subito il trasferimento alla Dinamo Mosca dove iniziò la sua reale carriera calcistica. Vinse subito il campionato benché non giocasse regolarmente a causa di un infortunio che lo bloccò nei primi mesi.
Gli anni seguenti la Dinamo Mosca non ottenne più i medesimi risultati, ma il giovane Kolyvanov continuò a crescere approdando nel 1991, insieme al connazionale Igor Shalimov, al Foggia, dopo aver vinto gli Europei Under-21 del 1990 con la Russia, segnando 9 gol in 7 partite. Passato al Bologna, con il club felsineo vinse la coppa Intertoto del 1998 e nello stesso anno arrivò in semifinale di Coppa UEFA. Le sue ultime 2 stagioni a Bologna sono state travagliate a causa di problemi fisici.
Ha militato con i felsinei fino al 2001, anno del suo ritiro dal calcio professionistico.

#### Nazionale
Ha rappresentato l'URSS Under-21 con cui ha vinto l'Europeo di categoria nel 1990.
A livello maggiore ha rappresentato sia l'URSS, che il CSI che la Russia; ha segnato con tutte e 3 le nazionali, con la seconda ha disputato Euro 92 e con l'ultima Euro 96, in cui ha disputato da titolare tutti e 3 i match della squadra eliminata al primo turno. Ha giocato la sua ultima gara in Nazionale nel 1998 contro l'Ucraina, indossando anche per l'occasione la fascia di capitano della Nazionale per la prima e ultima volta in carriera.

### Allenatore
Kolyvanov iniziò la carriera di allenatore nel 2002 come CT della nazionale Under-15. In quegli anni formò il nucleo di quella che sarebbe poi diventata la nazionale Under-17 che guidò alla conquista del campionato europeo di calcio Under-17 2006. Grazie ai risultati raggiunti Kolyvanov proseguì il suo lavoro seguendo i ragazzi anche nella nazionale Under-19 e, dal 2008 è diventato allenatore della Nazionale Under-21.

## Statistiche

### Cronologia presenze e reti in nazionale

#### URSS
| Cronologia completa delle presenze e delle reti in nazionale ― Unione Sovietica | Cronologia completa delle presenze e delle reti in nazionale ― Unione Sovietica | Cronologia completa delle presenze e delle reti in nazionale ― Unione Sovietica | Cronologia completa delle presenze e delle reti in nazionale ― Unione Sovietica | Cronologia completa delle presenze e delle reti in nazionale ― Unione Sovietica | Cronologia completa delle presenze e delle reti in nazionale ― Unione Sovietica | Cronologia completa delle presenze e delle reti in nazionale ― Unione Sovietica | Cronologia completa delle presenze e delle reti in nazionale ― Unione Sovietica |
| Data                                                                            | Città                                                                           | In casa                                                                         | Risultato                                                                       | Ospiti                                                                          | Competizione                                                                    | Reti                                                                            | Note                                                                            |
| ------------------------------------------------------------------------------- | ------------------------------------------------------------------------------- | ------------------------------------------------------------------------------- | ------------------------------------------------------------------------------- | ------------------------------------------------------------------------------- | ------------------------------------------------------------------------------- | ------------------------------------------------------------------------------- | ------------------------------------------------------------------------------- |
| 23-8-1989                                                                       | Lubin                                                                           | Polonia                                                                         | 1 – 1                                                                           | Unione Sovietica                                                                | Amichevole                                                                      | -                                                                               | 46’                                                                             |
| 20-2-1990                                                                       | Los Angeles                                                                     | Colombia                                                                        | 0 – 0 dts (4 – 2 dtr)                                                           | Unione Sovietica                                                                | Marlboro Cup 1990 (Los Angeles) - Semifinale                                    | -                                                                               | 89’                                                                             |
| 22-2-1990                                                                       | Los Angeles                                                                     | Unione Sovietica                                                                | 2 – 1                                                                           | Costa Rica                                                                      | Marlboro Cup 1990 (Los Angeles) - Finale 3º posto                               | -                                                                               | 60’                                                                             |
| 24-2-1990                                                                       | Palo Alto                                                                       | Stati Uniti                                                                     | 1 – 3                                                                           | Unione Sovietica                                                                | Amichevole                                                                      | -                                                                               | 46’                                                                             |
| 29-8-1990                                                                       | Mosca                                                                           | Unione Sovietica                                                                | 1 – 2                                                                           | Romania                                                                         | Amichevole                                                                      | -                                                                               | 59’                                                                             |
| 12-9-1990                                                                       | Mosca                                                                           | Unione Sovietica                                                                | 2 – 0                                                                           | Norvegia                                                                        | Qual. Euro 1992                                                                 | -                                                                               | 71’                                                                             |
| 21-11-1990                                                                      | Port of Spain                                                                   | Stati Uniti                                                                     | 0 – 0                                                                           | Unione Sovietica                                                                | Amichevole                                                                      | -                                                                               | 46’                                                                             |
| 23-11-1990                                                                      | Port of Spain                                                                   | Trinidad e Tobago                                                               | 0 – 2                                                                           | Unione Sovietica                                                                | Amichevole                                                                      | -                                                                               | 46’                                                                             |
| 30-11-1990                                                                      | Città del Guatemala                                                             | Guatemala                                                                       | 0 – 3                                                                           | Unione Sovietica                                                                | Amichevole                                                                      | 1                                                                               | 29’                                                                             |
| 6-2-1991                                                                        | Glasgow                                                                         | Scozia                                                                          | 0 – 1                                                                           | Unione Sovietica                                                                | Amichevole                                                                      | -                                                                               | 62’                                                                             |
| 27-3-1991                                                                       | Francoforte sul Meno                                                            | Germania                                                                        | 2 – 1                                                                           | Unione Sovietica                                                                | Amichevole                                                                      | -                                                                               | 69’                                                                             |
| 17-4-1991                                                                       | Budapest                                                                        | Ungheria                                                                        | 0 – 1                                                                           | Unione Sovietica                                                                | Qual. Euro 1992                                                                 | -                                                                               |                                                                                 |
| 21-5-1991                                                                       | Londra                                                                          | Inghilterra                                                                     | 3 – 1                                                                           | Unione Sovietica                                                                | England Challenge Cup                                                           | -                                                                               | 70’                                                                             |
| 23-5-1991                                                                       | Manchester                                                                      | Argentina                                                                       | 1 – 1                                                                           | Unione Sovietica                                                                | England Challenge Cup                                                           | 1                                                                               |                                                                                 |
| 29-5-1991                                                                       | Mosca                                                                           | Unione Sovietica                                                                | 4 – 0                                                                           | Cipro                                                                           | Qual. Euro 1992                                                                 | -                                                                               |                                                                                 |
| 28-8-1991                                                                       | Oslo                                                                            | Norvegia                                                                        | 0 – 1                                                                           | Unione Sovietica                                                                | Qual. Euro 1992                                                                 | -                                                                               |                                                                                 |
| 25-9-1991                                                                       | Mosca                                                                           | Unione Sovietica                                                                | 2 – 2                                                                           | Ungheria                                                                        | Qual. Euro 1992                                                                 | -                                                                               |                                                                                 |
| 12-10-1991                                                                      | Mosca                                                                           | Unione Sovietica                                                                | 0 – 0                                                                           | Italia                                                                          | Qual. Euro 1992                                                                 | -                                                                               |                                                                                 |
| 13-11-1991                                                                      | Larnaca                                                                         | Cipro                                                                           | 0 – 3                                                                           | Unione Sovietica                                                                | Qual. Euro 1992                                                                 | -                                                                               | 46’                                                                             |
| Totale                                                                          |                                                                                 | Presenze                                                                        | 19                                                                              |                                                                                 | Reti                                                                            | 2                                                                               |                                                                                 |

#### CSI
| Cronologia completa delle presenze e delle reti in nazionale ― Comunità degli Stati Indipendenti | Cronologia completa delle presenze e delle reti in nazionale ― Comunità degli Stati Indipendenti | Cronologia completa delle presenze e delle reti in nazionale ― Comunità degli Stati Indipendenti | Cronologia completa delle presenze e delle reti in nazionale ― Comunità degli Stati Indipendenti | Cronologia completa delle presenze e delle reti in nazionale ― Comunità degli Stati Indipendenti | Cronologia completa delle presenze e delle reti in nazionale ― Comunità degli Stati Indipendenti | Cronologia completa delle presenze e delle reti in nazionale ― Comunità degli Stati Indipendenti | Cronologia completa delle presenze e delle reti in nazionale ― Comunità degli Stati Indipendenti |
| Data                                                                                             | Città                                                                                            | In casa                                                                                          | Risultato                                                                                        | Ospiti                                                                                           | Competizione                                                                                     | Reti                                                                                             | Note                                                                                             |
| ------------------------------------------------------------------------------------------------ | ------------------------------------------------------------------------------------------------ | ------------------------------------------------------------------------------------------------ | ------------------------------------------------------------------------------------------------ | ------------------------------------------------------------------------------------------------ | ------------------------------------------------------------------------------------------------ | ------------------------------------------------------------------------------------------------ | ------------------------------------------------------------------------------------------------ |
| 19-2-1992                                                                                        | Valencia                                                                                         | Spagna                                                                                           | 1 – 1                                                                                            | Comunità degli Stati Indipendenti                                                                | Amichevole                                                                                       | -                                                                                                |                                                                                                  |
| 29-4-1992                                                                                        | Mosca                                                                                            | Comunità degli Stati Indipendenti                                                                | 2 – 2                                                                                            | Inghilterra                                                                                      | Amichevole                                                                                       | -                                                                                                | 46’                                                                                              |
| 3-6-1992                                                                                         | Brøndby                                                                                          | Danimarca                                                                                        | 1 – 1                                                                                            | Comunità degli Stati Indipendenti                                                                | Amichevole                                                                                       | 1                                                                                                | 65’                                                                                              |
| 12-6-1992                                                                                        | Norrköping                                                                                       | Comunità degli Stati Indipendenti                                                                | 1 – 1                                                                                            | Germania                                                                                         | Euro 1992 - 1º turno                                                                             | -                                                                                                |                                                                                                  |
| 15-6-1992                                                                                        | Göteborg                                                                                         | Paesi Bassi                                                                                      | 0 – 0                                                                                            | Comunità degli Stati Indipendenti                                                                | Euro 1992 - 1º turno                                                                             | -                                                                                                |                                                                                                  |
| Totale                                                                                           |                                                                                                  | Presenze                                                                                         | 5                                                                                                |                                                                                                  | Reti                                                                                             | 1                                                                                                |                                                                                                  |

#### Russia
| Cronologia completa delle presenze e delle reti in nazionale ― Russia | Cronologia completa delle presenze e delle reti in nazionale ― Russia | Cronologia completa delle presenze e delle reti in nazionale ― Russia | Cronologia completa delle presenze e delle reti in nazionale ― Russia | Cronologia completa delle presenze e delle reti in nazionale ― Russia | Cronologia completa delle presenze e delle reti in nazionale ― Russia | Cronologia completa delle presenze e delle reti in nazionale ― Russia | Cronologia completa delle presenze e delle reti in nazionale ― Russia |
| Data                                                                  | Città                                                                 | In casa                                                               | Risultato                                                             | Ospiti                                                                | Competizione                                                          | Reti                                                                  | Note                                                                  |
| --------------------------------------------------------------------- | --------------------------------------------------------------------- | --------------------------------------------------------------------- | --------------------------------------------------------------------- | --------------------------------------------------------------------- | --------------------------------------------------------------------- | --------------------------------------------------------------------- | --------------------------------------------------------------------- |
| 14-10-1992                                                            | Mosca                                                                 | Russia                                                                | 1 – 0                                                                 | Islanda                                                               | Qual. Mondiali 1994                                                   | -                                                                     | 77’                                                                   |
| 14-4-1993                                                             | Lussemburgo                                                           | Lussemburgo                                                           | 0 – 4                                                                 | Russia                                                                | Qual. Mondiali 1994                                                   | -                                                                     |                                                                       |
| 28-4-1993                                                             | Mosca                                                                 | Russia                                                                | 3 – 0                                                                 | Ungheria                                                              | Qual. Mondiali 1994                                                   | 1                                                                     |                                                                       |
| 23-5-1993                                                             | Mosca                                                                 | Russia                                                                | 1 – 1                                                                 | Grecia                                                                | Qual. Mondiali 1994                                                   | -                                                                     |                                                                       |
| 2-6-1993                                                              | Reykjavík                                                             | Islanda                                                               | 1 – 1                                                                 | Russia                                                                | Qual. Mondiali 1994                                                   | -                                                                     |                                                                       |
| 8-9-1993                                                              | Budapest                                                              | Ungheria                                                              | 1 – 3                                                                 | Russia                                                                | Qual. Mondiali 1994                                                   | -                                                                     | 67’                                                                   |
| 17-11-1993                                                            | Atene                                                                 | Grecia                                                                | 1 – 0                                                                 | Russia                                                                | Qual. Mondiali 1994                                                   | -                                                                     |                                                                       |
| 7-9-1994                                                              | Mosca                                                                 | Russia                                                                | 0 – 1                                                                 | Germania                                                              | Amichevole                                                            | -                                                                     | 46’                                                                   |
| 12-10-1994                                                            | Mosca                                                                 | Russia                                                                | 4 – 0                                                                 | San Marino                                                            | Qual. Euro 1996                                                       | 1                                                                     | 56’                                                                   |
| 7-6-1995                                                              | Serravalle                                                            | San Marino                                                            | 0 – 7                                                                 | Russia                                                                | Qual. Euro 1996                                                       | 1                                                                     |                                                                       |
| 16-8-1995                                                             | Helsinki                                                              | Finlandia                                                             | 0 – 6                                                                 | Russia                                                                | Qual. Euro 1996                                                       | 2                                                                     | 34’                                                                   |
| 6-9-1995                                                              | Toftir                                                                | Fær Øer                                                               | 2 – 5                                                                 | Russia                                                                | Qual. Euro 1996                                                       | 1                                                                     |                                                                       |
| 11-10-1995                                                            | Mosca                                                                 | Russia                                                                | 2 – 1                                                                 | Grecia                                                                | Qual. Euro 1996                                                       | -                                                                     | 8’                                                                    |
| 27-3-1996                                                             | Dublino                                                               | Irlanda                                                               | 0 – 2                                                                 | Russia                                                                | Amichevole                                                            | 1                                                                     | 70’                                                                   |
| 24-4-1996                                                             | Bruxelles                                                             | Belgio                                                                | 0 – 0                                                                 | Russia                                                                | Amichevole                                                            | -                                                                     | 79’                                                                   |
| 25-5-1996                                                             | Doha                                                                  | Qatar                                                                 | 2 – 5                                                                 | Russia                                                                | Amichevole                                                            | 1                                                                     | 46’                                                                   |
| 29-5-1996                                                             | Mosca                                                                 | Russia                                                                | 1 – 0                                                                 | Emirati Arabi Uniti                                                   | Amichevole                                                            | -                                                                     |                                                                       |
| 2-6-1996                                                              | Mosca                                                                 | Russia                                                                | 2 – 0                                                                 | Polonia                                                               | Amichevole                                                            | -                                                                     | 46’                                                                   |
| 11-6-1996                                                             | Liverpool                                                             | Italia                                                                | 2 – 1                                                                 | Russia                                                                | Euro 1996 - 1º turno                                                  | -                                                                     | 31’                                                                   |
| 16-6-1996                                                             | Manchester                                                            | Russia                                                                | 0 – 3                                                                 | Germania                                                              | Euro 1996 - 1º turno                                                  | -                                                                     |                                                                       |
| 19-6-1996                                                             | Liverpool                                                             | Russia                                                                | 3 – 3                                                                 | Rep. Ceca                                                             | Euro 1996 - 1º turno                                                  | -                                                                     | 46’                                                                   |
| 28-8-1996                                                             | Mosca                                                                 | Russia                                                                | 2 – 2                                                                 | Brasile                                                               | Amichevole                                                            | -                                                                     | 77’                                                                   |
| 1-9-1996                                                              | Mosca                                                                 | Russia                                                                | 4 – 0                                                                 | Cipro                                                                 | Qual. Mondiali 1998                                                   | 1                                                                     | 54’                                                                   |
| 9-10-1996                                                             | Ramat Gan                                                             | Israele                                                               | 1 – 1                                                                 | Russia                                                                | Qual. Mondiali 1998                                                   | 1                                                                     |                                                                       |
| 10-11-1996                                                            | Lussemburgo                                                           | Lussemburgo                                                           | 0 – 4                                                                 | Russia                                                                | Qual. Mondiali 1998                                                   | -                                                                     |                                                                       |
| 12-3-1997                                                             | Belgrado                                                              | Jugoslavia                                                            | 0 – 0                                                                 | Russia                                                                | Amichevole                                                            | -                                                                     |                                                                       |
| 29-3-1997                                                             | Paralimni                                                             | Cipro                                                                 | 1 – 1                                                                 | Russia                                                                | Qual. Mondiali 1998                                                   | -                                                                     |                                                                       |
| 20-8-1997                                                             | San Pietroburgo                                                       | Russia                                                                | 0 – 1                                                                 | Jugoslavia                                                            | Amichevole                                                            | -                                                                     | 62’                                                                   |
| 10-9-1997                                                             | Sofia                                                                 | Bulgaria                                                              | 1 – 0                                                                 | Russia                                                                | Qual. Mondiali 1998                                                   | -                                                                     |                                                                       |
| 11-10-1997                                                            | Mosca                                                                 | Russia                                                                | 4 – 2                                                                 | Bulgaria                                                              | Qual. Mondiali 1998                                                   | 1                                                                     |                                                                       |
| 29-10-1997                                                            | Mosca                                                                 | Russia                                                                | 1 – 1                                                                 | Italia                                                                | Qual. Mondiali 1998                                                   | -                                                                     | 46’                                                                   |
| 15-11-1997                                                            | Napoli                                                                | Italia                                                                | 1 – 0                                                                 | Russia                                                                | Qual. Mondiali 1998                                                   | -                                                                     |                                                                       |
| 18-2-1998                                                             | Amarousio                                                             | Grecia                                                                | 1 – 1                                                                 | Russia                                                                | Amichevole                                                            | 1                                                                     |                                                                       |
| 25-3-1998                                                             | Mosca                                                                 | Russia                                                                | 1 – 0                                                                 | Francia                                                               | Amichevole                                                            | -                                                                     |                                                                       |
| 5-9-1998                                                              | Kiev                                                                  | Ucraina                                                               | 3 – 2                                                                 | Russia                                                                | Qual. Euro 2000                                                       | -                                                                     | cap.                                                                  |
| Totale                                                                |                                                                       | Presenze                                                              | 35                                                                    |                                                                       | Reti                                                                  | 12                                                                    |                                                                       |

### Giocatore

#### Club
- Coppa Intertoto UEFA: 1

Bologna: 1998

#### Nazionale
- Campionato d'Europa Under-21: 1

1990

#### Individuale
- Capocannoniere della Vysšaja Liga:

1991 (18 gol)
- Calciatore sovietico dell'anno: 1

1991

### Allenatore
- Campionato d'Europa Under-17: 1

2006